# Wahlen in Haiti 1988

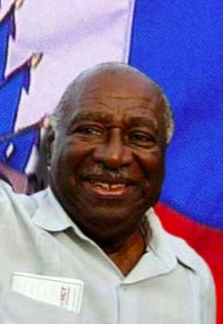
Leslie Manigat (1988)

Die Wahlen in Haiti 1988 fanden am 17. Januar 1988 in Haiti statt. Es handelte sich um einen weiteren Versuch, nach der Diktatur von François Duvalier und seinem Sohn Jean-Claude Duvalier auf der Grundlage der Verfassung von 1987 in dem Land zu demokratischen Verhältnissen zu kommen. Das Vorhaben scheiterte.

## Hintergrund
Am 7. Februar 1986 war Jean-Claude Duvalier abgesetzt worden. Das bis dahin bestehende Einkammerparlament mit 59 Sitzen wurde aufgelöst. Am 21. März 1986 ernannte sich General Henri Namphy zum Präsidenten.
Am 19. Oktober 1986 wurde bei einer nur fünfprozentigen Beteiligung eine verfassunggebende Versammlung gewählt, die für 1987 eine Präsidialrepublik mit einer entsprechenden Verfassung vorbereiten sollte. Am 29. März 1987 wurde die neue Verfassung mit großer Mehrheit vom Volk angenommen.
Es wurde ein Abgeordnetenkammer mit 83 Mitgliedern, das alle vier Jahre gewählt wird, und ein Senat mit 27 Mitgliedern, die rotierend zu jeweils einem Drittel alle zwei Jahre für eine sechsjährige Amtszeit gewählt werden, installiert. Alle fünf Jahre sollte der Präsident direkt gewählt werden.
Im November 1987 mussten die Wahlen zum Parlament abgebrochen werden, da die noch zahlreichen Anhänger von Duvalier Wähler bedrohten und auch ermordeten.
Die Wahlen vom 17. Januar 1988 waren insoweit eine Wiederholung der abgebrochenen Wahlen ohne, dass sich an den labilen Rahmenbedingungen etwas geändert hatte. Vielmehr boykottierte die Mehrzahl der Kandidaten der 1987er Wahlen den erneuten Versuch, die Verfassungsorgane demokratisch zu besetzen. Auch boykottierten die in Opposition zum amtierenden Präsidenten stehenden politischen Gruppierungen die Parlamentswahlen, die somit von alten Anhängers Duvaliers dominiert wurden. Für den Tag vor der Wahl war durch diese Opposition ein Generalstreik ausgerufen worden.

## Ergebnisse
Die Wahlbeteiligung lag bei der Präsidentschaftswahl bei 35 Prozent der Wahlberechtigten.
| Kandidat                    | Partei / politische Plattform                               | Stimmen   | Prozent |
| --------------------------- | ----------------------------------------------------------- | --------- | ------- |
| Leslie Manigat              | Rassemblement des Démocrates Nationaux Progressistes (RDNP) | 534.110   | 50,2    |
| Hubert de Ronceray          | Mobilisation pour le Développement National (MDN)           | 209.526   | 19,7    |
| Gérard Philippe Auguste     | Mouvement Ouvrier Paysan (MOP)                              | 151.391   | 14,2    |
| Grégoire Eugène             | Parti Social-Chrétien d’Haïti (PSCH)                        | 97.556    | 9,2     |
| Alphonse Lahèns             | Mouvement National Progressiste d’Haïti (MNPH)              | 34.371    | 3,2     |
| Michel Lamartinière Honorat | Union Nationale des Forces Démocratiques (UNFD)             | 16.550    | 1,6     |
| Jean Théagène               | Union Nationale des Démocrates Haïtiens (UNDH)              | 15.113    | 1,4     |
| Hugo Noël                   | Hugo Noël                                                   | < 3.000   | < 0,3   |
| Arnold Dumas                |                                                             | < 3.000   | < 0,3   |
| Hector Estimé               |                                                             | < 3.000   | < 0,3   |
| Dieuveuil Joseph            |                                                             | < 3.000   | < 0,3   |
| Lysias Verret               |                                                             | < 3.000   | < 0,3   |
| Edouard Francisque          |                                                             | < 3.000   | < 0,3   |
| Raphaël François            |                                                             | < 3.000   | < 0,3   |
| Gesamt                      | Gesamt                                                      | 1.063.537 | 100     |

## Folgen
Das offizielle Ergebnis der Präsidentschaftswahl wurde am 24. Januar 1988 veröffentlicht.
Der mit absoluter Mehrheit gewählte Leslie Manigat trat sein Amt an, wurde jedoch schon ein halbes Jahr später durch einen Putsch des Militärs wieder aus dem Präsidentenpalast verdrängt.
Die beiden Kammern des Parlaments konnten ihre Arbeit nicht aufnehmen.